# 临清站
临清站，位于中华人民共和国山东省聊城市临清市新华路街道，是京九铁路在山东省境内的第一站，建于1996年，由中国铁路济南局集团聊城车务段管辖。

## 歷史
- 建于1996年。

## 車站周邊
- 汉庭酒店临清红星路店
- 临清汽车站
- 临清清真寺
- 中国农业银行临清市支行站前办事处
- 速8酒店临清汽车站店
- 中国邮政储蓄银行东环路支行
- 临清安民医院
- 临清市京华中学
- 临清市财政局